# Czarna (powiat Bieszczadzki)
Czarna is een dorp in de Poolse woiwodschap Subkarpaten. De plaats maakt deel uit van de gemeente Czarna (powiat Bieszczadzki) en telt 1300 inwoners.